# Jaderná elektrárna Warta
Jaderná elektrárna Warta (polsky Elektrownia Jądrowa Warta, EJW) byla druhá z plánovaných jaderných elektráren za socialismu v Polsku. Nacházet se měla u obce Klempicz v Okrese Czarnków-Trzcianka ve Velkopolském vojvodství. Plány na stavbu však byly po roce 1989 zrušeny. Na začátku 21. století se začalo uvažovat o obnově plánů s jinými reaktory. Jaderná elektrárna Warta byla plánována současně s jadernou elektrárnou Temelín.  

## Historie a technické informace

### Počátky
Jaderná elektrárna Warta byla plánována jako druhá jaderná elektrárna za vlády socialistického režimu v Polsku, hned po jaderné elektrárně Żarnowiec. Po jaderné elektrárně Warta byla ještě plánována jaderná elektrárna Kujawy. 
První úvahy o výstavbě elektrárenského komplexu poblíž Klempicze se objevily v polovině 80. let 20. století. Původně byla vybrána dvě pilotní místa, první z nich na řece Wartě a druhé na Visle. Prvotně bylo umístění u Klempicze zvoleno jako záložní, protože umístění na Visle bylo zvýhodněno tím, že zde byly lepší chladicí možnosti, z toho důvodu měla elektrárna Warta mít chladicí věže. 
Termín spuštění prvního reaktoru byl původně stanoven na rok 1994. Tento plán se po roce 1986 a černobylské katastrofě změnil na rok 1996. První přípravné práce proběhly v roce 1987 a 1988, kdy již byl výběr místa u Klempicze oficiálně potvrzen. Fáze přípravných prací měla skončit okolo roku 1990, to se však nikdy nestalo, protože v dubnu 1989 byl kvůli pádu socialistického režimu v Polsku a v Evropě plán opuštěn a následně zrušen.
Jaderná elektrárna Warta měla být vybavena čtyřmi tlakovodními sovětskými reaktory VVER 1000/320 o výkonu 950 MW čistého elektrického výkonu. Každý z bloků měl být vybaven polskou turbínou a československou tlakovou nádobou od firmy Škoda Plzeň. Vedle výroby elektrické energie měl některý z bloků sloužit i k vytápění města Poznaň.

### Budoucnost
Polsko chce do roku 2030 přehodnotit své plány na výrobu elektrické energie. Do tohoto roku by mělo být rozhodnuto, jestli je vhodné postavit jadernou elektrárnu na řece Wartě. Jednou z dalších plánovaných lokalit je i jaderná elektrárna Żarnowiec.

## Informace o reaktorech
| Reaktor | Typ reaktoru  | Výkon  | Výkon   | Zahájení stavby | Připojení k síti | Uvedení do provozu | Uzavření |
| Reaktor | Typ reaktoru  | Čistý  | Hrubý   | Zahájení stavby | Připojení k síti | Uvedení do provozu | Uzavření |
| ------- | ------------- | ------ | ------- | --------------- | ---------------- | ------------------ | -------- |
| Warta-1 | VVER-1000/320 | 950 MW | 1000 MW | 1987            |                  | 1994               |          |
| Warta-2 | VVER-1000/320 | 950 MW | 1000 MW | 1989            |                  | 1996               |          |
| Warta-3 | VVER-1000/320 | 950 MW | 1000 MW | 1991            |                  | 1998               |          |
| Warta-4 | VVER-1000/320 | 950 MW | 1000 MW | 1993            |                  | 2000               |          |